# Erika Weinzierl
Erika Weinzierl (Viena, 6 de juny de 1925 - 28 d'octubre de 2014) va ser una historiadora austríaca, investigadora de gènere i historiadora del nazisme. Membre del Partit Popular d'Àustria i del Curatorium del Comitè austríac de Mauthausen, va ser la segona directora del Departament d'Història Contemporània de la Universitat de Viena, succeint a Ludwig Jedlicka. Weinzierl va ser guardonada amb l'Austrian Decoration for Science and Art, el Preis der Stadt Wien für Geisteswissenschaften, la medalla Benemerenti i el premi Theodor Körner.

## Biografia
Erika Fischer va néixer el 6 de juny de 1925 a Viena, Àustria. Es va graduar a la Universitat de Viena.
Va dirigir l'Institut d'Història de les Ciències Socials Ludwig Boltzmann i va ser professora titular de la Universitat de Salzburg i la Universitat de Viena. Durant molt de temps, va ser una de les poques dones del món de parla alemanya i l'única a Àustria amb un historial ordinari. Va rebre molts premis pel seu examen crític de la societat civil sota el nacionalsocialisme. Durant molts anys, va defensar la "Campanya antisemitisme a Àustria", de la qual més tard es va convertir en presidenta d'honor.

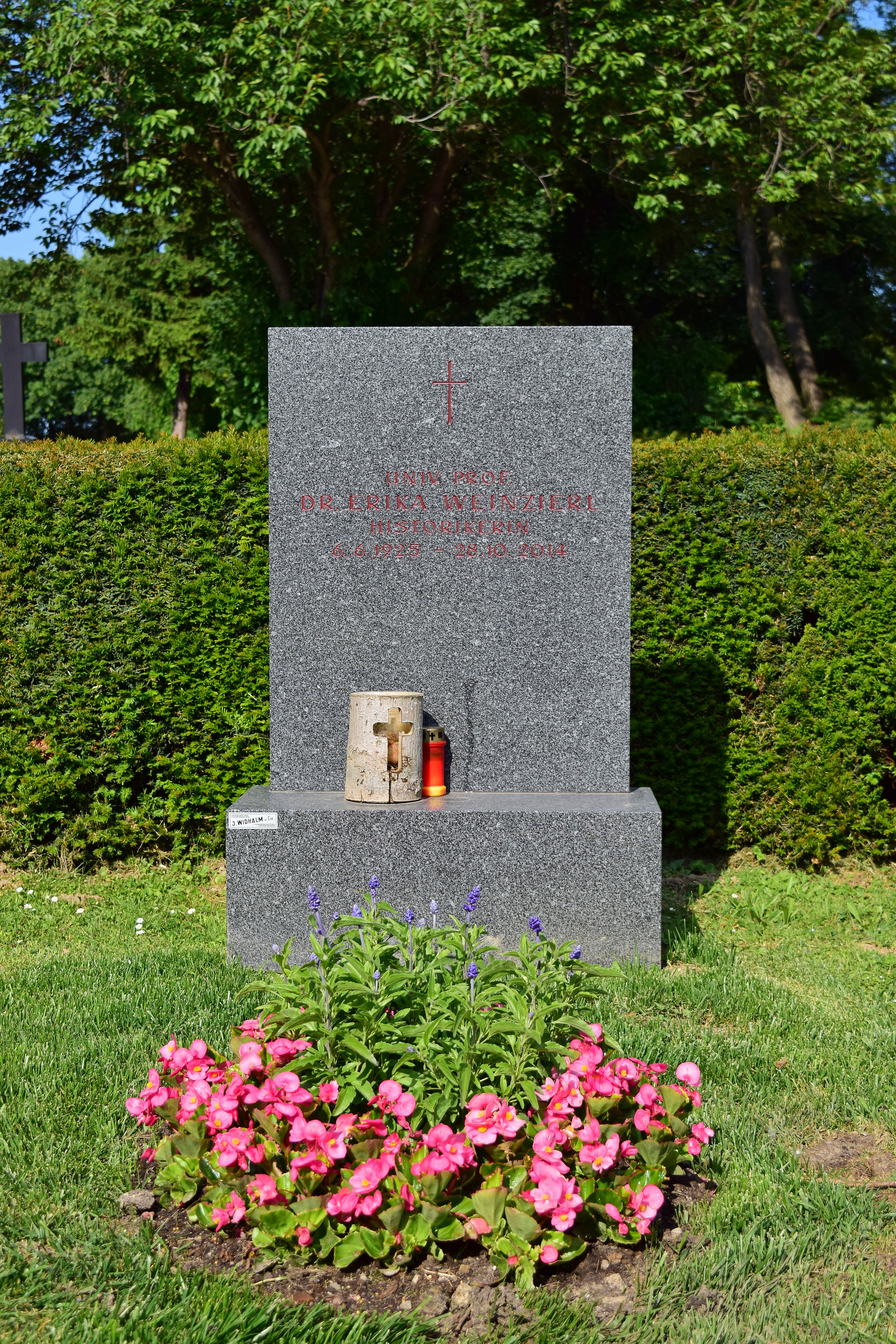
Tomba d'Erika Weinzierl.

Autora de llibres i nombrosos articles, Weinzierl va publicar uns 700 títols. També va ser editora o coeditora de 30 llibres, inclòs el zeitgeschichte ("Revista d'Història Contemporània") mensual o bimensual (1973). També va editar una sèrie de publicacions de l'Institut d'Història Eclesiàstica, l'Institut Històric de la Universitat de Salzburg, l'Institut d'Història de les Ciències Socials Ludwig Boltzmann (amb Wolfgang Huber) i materials sobre història contemporània (amb Rudolf G. Ardelt i Karl Stuhlpfarrer).
Va morir el 28 d'octubre de 2014 a Viena.

## Premis
- 1952, Medalla Pontifícia al Mèrit Benemerenti[3]
- 1979, Premi Adelaide Ristori del Centro Culturale Italiano de Roma[3]
- 1985, Creu d'honor austríaca de ciència i art I. Classe
- 1985, medalla de plata de l'estat de Salzburg
- 1985, medalla d'honor de la capital federal de Viena en or
- 1988, Premi estatal austríac de periodisme cultural
- 1992, Premi Estatal de la Dra. Hertha Firnberg per èxits especials en el camp de la ciència i la investigació
- 1994, Premi de la Ciutat de Viena per les humanitats
- 1995, premi Bruno Kreisky pel llibre polític de l'Institut Dr. Karl Renner (per les seves obres completes)
- 1996, Joseph Samuel Bloch Medalla d'acció contra l'antisemitisme a Àustria
- 1998, Premi Wilhelm Hartel de l'Acadèmia de Ciències Austríaca
- 1999, Doctorat d'Or del GWF de la Universitat de Viena
- 2000, Premi de l'educació pública de la ciutat de Viena
- 2000, Gran Medalla de Plata pels Serveis a la República d'Àustria[4]
- 2002, Anell d'Honor de la Ciutat de Viena (pel seu compromís amb la lluita contra l'antisemitisme)
- 2003, llibre de no ficció "danubius" del club de llibres Donauland i l'ORF (per l'obra de la seva vida)
- 2006, premi vienès E. Chargaff del Centre de Recerca en Ètica i Ciència en Diàleg
- 2008, Premi d'Honor del Club de Premsa Concòrdia (per la seva obra vital, especialment per la seva lluita contra l'antisemitisme)
- 2010, Premi a la vida per les dones de la ministra federal per a la dona i el servei públic

## Pel·lícules
- Erika Weinzierl - A portrait. Pel·lícula de Peter Grundei i Ronald P. Vaughan [pel 85è aniversari]. ORF, Austria 2010.